# Термон (Этолия и Акарнания)
Те́рмон (греч. Θέρμον) — малый город в Греции. Административный центр одноимённой общины (дима) в периферийной единице Этолия и Акарнания в периферии Западная Греция. Находится на высоте 375 метров над уровнем моря375, на берегу озера Трихонис. Население 1716 человек по переписи 2011 года.

## История
Вблизи Термона, под горой Мегас-Лакос (Μέγας Λάκκος, 620 м) находятся руины древнего Фермона. В 3 км от Термона находится деревня Мегас-Дендрос — место рождения учителя Евгения (Яннулиса) (1597, память 5 (18) августа) и священника Космы Этолийского (1714). Некоторые исследователи считают, что Косма Этолийский родился в соседнем Таксьярхисе. В деревне Таксьярхис найдены руины двух храмов архаического периода (начало VI века до н. э.).
До 1915 года (ΦΕΚ 89Α) город назывался Кефаловрисон (Κεφαλόβρυσον), затем был переименован в Термон.

## День памяти Космы Этолийского
День преставления Космы Этолийского (24 августа) стал не просто днём его церковного поминовения, но поистине общенациональным праздником. К этой дате в окрестности Термона ежегодно съезжается несколько тысяч человек. Торжества начинаются задолго до самого события, в праздник Успения Пресвятой Богородицы (15 августа). На неделю город Термон превращается в центр паломничества. Накануне в монастыре во имя преподобного Космы, расположенном близ Мегас-Дендроса, при большом стечении духовенства и верующих совершается великая вечерня. Из храма для поклонения выносят чудотворную икону святого с житием. Одновременно вечернее богослужение совершается и в самом Мегас-Дендросе, в маленькой церкви в честь праздника Введения Богородицы во храм. На следующее утро праздничное богослужение проводит митрополит Этолийской и Акарнанийской епархии. По окончании литургии икону из монастыря доставляют в Термон, в храм во имя святого великомученика Димитрия Солунского, откуда в 6 часов вечера начинается крёстный ход. Клир в светлых облачениях во главе с митрополитом несёт икону. Процессия проходит по улице Космы, украшенной церковным и государственным флагами, в сопровождении оркестра пожарных из Агриниона и почётного караула пехотинцев. На главной городской площади митрополит произносит проповедь. Затем икону переносят в главный Успенский собор, и до поздней ночи она доступна для почитания.
К празднику обычно приурочена разнообразная культурная программа в Термоне: беседы об исторической роли святого и значении его деятельности для современной Греции, лекции по археологии и искусству Древней Этолии, выставки книг, живописи местных художников и произведений мастеров-ремесленников, представления для детей, театральные постановки. При большом стечении народа проходят концерты византийских песнопений, вечера фольклорной музыки, спортивные соревнования. В завершение — грандиозный фейерверк.

## Сообщество
Сообщество Кефаловрисон (Κοινότητα Κεφαλοβρύσου) создано в 1912 году (ΦΕΚ 261Α). В 1915 году (ΦΕΚ 89Α) переименовано в Термон (Κοινότητα Θέρμου). В сообщество входит 8 населённых пунктов. Население 1959 человек по переписи 2011 года. Площадь 24,933 квадратного километра.
| Наименование  | Население (2011), человек |
| ------------- | ------------------------- |
| Кулурия       | 41                        |
| Мандра        | 78                        |
| Маратос       | 14                        |
| Мегас-Дендрос | 49                        |
| Таксьярхис    | 61                        |
| Термон        | 1716                      |

## Население
| Год  | Население, человек |
| ---- | ------------------ |
| 1991 | 1773               |
| 2001 | 1924               |
| 2011 | ↘ 1716             |